# 平泉寺 (愛知県阿久比町)
平泉寺（へいせんじ）は、愛知県知多郡阿久比町にある天台宗の寺院。

## 概要
山号は鳳凰山。本尊は不動明王。

## 由緒
天長7年（830年）、淳和天皇が尾張国知多郡に鳳凰が舞い降りる夢を見て、慈覚大師にそれを確認するよう命じた。この地に来た大師は、天皇の霊夢に因んで鳳凰山と名付けて平泉寺を創建した。文治6年（1190年）、源頼朝が野間に父義朝の墓参の帰途、平泉寺に参詣し、本尊尾張不動尊に国家安穏を祈願した。頼朝は「月の明らかなるに過ぎる何もなくさえ渡れば、円月坊と称すべし」と命じ、以来坊内を円月坊と言うようになった。

## 文化財

### 県指定文化財
- 木造不動明王立像
- 木造毘沙門天立像
- 木造阿弥陀如来坐像

## 所在地
- 愛知県知多郡阿久比町大字椋岡字唐松29